# 羅伊·麥卡德爾
羅伊·麥卡德爾（英語：Rory McArdle；1987年5月1日—）是一位北愛爾蘭足球運動員。在場上的位置是後衛。他現在效力於英格蘭足球甲級聯賽球隊布拉德福德城足球俱乐部。

## 外部連結
- . Aberdeen FC.   [27 September 2010]. （原始内容存档于2010年8月2日）.
- 足球数据库：羅伊·麥卡德爾的球员统计数据